# Mijaíl Krútikov
Mijaíl Krútikov –en ruso, Михаил Крутиков– (Lípetsk, URSS, 30 de noviembre de 1967) es un deportista ruso que compitió en vela en la clase 470. Ganó una medalla de plata en el Campeonato Europeo de 470 de 2004.

## Palmarés internacional
| \| Campeonato Europeo \| Campeonato Europeo \| Campeonato Europeo \| Campeonato Europeo \| \| Año \| Lugar \| Medalla \| Clase \| \| ------------------ \| --------------------- \| ------------------ \| ------------------ \| \| 2004 \| Warnemünde (Alemania) \| Medalla de plata \| 470 \| |                       |                  |       |
| Campeonato Europeo |                       |                  |       |
| Año | Lugar                 | Medalla          | Clase |
| 2004 | Warnemünde (Alemania) | Medalla de plata | 470   |